# Kranjska gramatika
Kranjska gramatika (s polnim naslovom Kraynska grammatika, das ist: Die kraynerische Grammatik, oder Kunst die kraynerische Sprache regelrichtig zu reden, und zu schreiben) velja za normativno in didaktično slovnico ne-še slovenskega, ampak kranjskega jezika. Napisana je bila v nemškem jeziku in izdana leta 1768. Njen avtor, Marko Pohlin, je v njej zahteval, naj postane slovenščina, ki je bila dotlej le občevalni jezik kmečkega prebivalstva, na Kranjskem literarni in tudi cerkveni jezik ter nosilec kulture. V njej je očitno izražena tendenca po vzpostavitvi nove jezikovne norme. V slovnico je uvrstil tudi navodila za posvetno pesnjenje.